# Blippar
Blippar — один из первых технологических единорогов Великобритании, специализируется на создании и публикации контента дополненной реальности (AR) для смартфонов. Продуктом Blippar является создание AR-контента с упором на мобильные устройства и WebAR, а также собственная платформа для создания и публикации контента Blippbuilder, которая позволяет пользователям самостоятельно создавать и публиковать AR-контент. Офис компании находится в Лондоне. Blippar создал мероприятия с дополненной реальности для GSK, Porsche, Jaguar Land Rover, PepsiCo, Cadbury, L’Oréal и Procter & Gamble.

## История
Blippar была основана в 2011 году Амбаришем Митрой, Омаром Тайебом и Стивом Спенсером после обсуждения возможности «оживления» королевы Елизаветы II из банкноты в двадцать фунтов стерлингов.
При запуске на Android и iOS в августе 2011 года Blippar объединилась с Cadbury, чтобы пригласить любителей шоколада сыграть в игру AR, которая запускается с помощью упаковки.
В 2014 году компания запустила новую платформу для Google Glass, позволяющую разработчикам создавать игры с дополненной реальностью, которые управляются с помощью глаз.
В 2015 году Blippar запустила научно-исследовательскую лабораторию для изучения «инновационных вариантов использования» — не только для AR, но и для виртуальной реальности (VR).
В начале 2016 года компания объявила о закрытии раунда финансирования серии D на сумму 54 миллиона долларов.
В 2021 году Blippar получила финансирование в размере 5 миллионов долларов (около 3,6 миллиона евро) в рамках раунда, предшествующего серии A, под руководством Chroma Ventures, инвестиционного подразделения игровой компании Пэдди Бернса и Криса ван дер Куйла 4J Studios и West Coast.

## Награды
Blippar вошла в список CNBC «Disruptor 50». Была названа лучшим бизнес-новатором по версии Bloomberg. Blippar получила награду за лучшее приложение с дополненной реальности на Mobile World Congress в 2017 году. Компания вошла в шорт-лист конкурса The Drum Awards for Digital Industries в номинации «Самое эффективное использование виртуальной и дополненной реальности» в 2020 году за работу с OnePlus.